# 遠藤和也
遠藤 和也（えんどう かずや、1967年2月10日 - ）は、日本の外交官。
山梨県中央市出身。筑波大学附属駒場中学校・高等学校を経て、1990年3月、東京大学法学部第二類卒業後、外務省入省。大臣官房審議官、国際協力局長を経て、2024年6月より駐フィリピン大使。

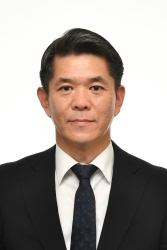
外務省より公表された公式肖像画像

## 略歴
- 1990年4月 外務省入省
- 2004年8月 在中華人民共和国日本国大使館 一等書記官
- 2007年
  - 1月 在中華人民共和国日本国大使館 参事官
  - 3月 アジア大洋州局中国課 首席事務官
- 2008年
  - 7月 アジア大洋州局中国・モンゴル課 首席事務官
  - 9月 国際法局経済条約課条約交渉官
- 2009年9月 国際連合総会日本政府代表 顧問
- 2010年8月 アジア大洋州局南部アジア部南東アジア第一課長
- 2011年
  - 3月 内閣官房副長官秘書官
  - 9月 在アメリカ合衆国日本国大使館 参事官
- 2013年
  - 6月 内閣官房内閣参事官（内閣官房副長官補付）兼内閣官房国家安全保障会議設置準備室 参事官
  - 12月 在中華人民共和国日本国大使館 参事官
- 2015年10月 総合外交政策局国連政策課長
- 2016年8月 アジア大洋州局中国・モンゴル第一課長
- 2017年9月 大臣官房総務課長
- 2019年9月 大臣官房参事官兼アジア大洋州局、アジア大洋州局南部アジア部
- 2021年5月 大臣官房審議官兼総合外交政策局兼領事局領事サービス本部副本部長、日米豪印協力担当大使[4]
- 2022年
  - 8月 内閣官房内閣審議官（内閣官房副長官補付）兼内閣官房FATF（金融活動作業部会）勧告関係法整備検討室次長併任
  - 9月 国際協力局長
- 2024年2月 フィリピン国駐箚 特命全権大使

## 同期
- 麻妻信一（24年ナミビア大使）
- 新居雄介（24年イスラエル大使・22年国際情報統括官・21年国際情報統括官付兼総合外交政策局審議官）
- 伊従誠（23年シアトル総領事）
- 岩本桂一（24年領事局長）
- 大隅洋（23年サンフランシスコ総領事）
- 貴島善子（23年広州総領事）
- 小林麻紀（23年外務報道官・21年中南米局長・17年東京五輪組織委員会広報局長）
- 兒玉良則（23年ホノルル総領事）
- 徳田修一（24年在ロシア大使館公使・22年シドニー総領事）
- 野口泰（23年中南米局長・22年サンフランシスコ総領事・20年防衛省防衛政策局次長・17年サンパウロ総領事・15年宮崎県警察本部長）
- 山中修（24年シドニー総領事）